# Raimundo Souza Vieira de Oliveira
Raimundo Souza Vieira de Oliveira (nat el 15 de maig del 1965 a Ribeirão Preto, São Paulo) i conegut com a Raí és un exfutbolista brasiler. Va guanyar la Copa del Món del 1994 amb Brasil.
Va ser un dels millors jugadors de la història del Sao Paulo, marcant 128 gols amb l'equip tricolor. Va guanyar el trofeu al Futbolista americà de l'any el 1992.